# Carl Christian Gmelin
Karl Christian Gmelin (18 de marzo de 1762, Badenweiler – † 26 de junio de 1837, Karlsruhe) fue un botánico y naturalista alemán.
Era hijo de un ministro religioso y hermano del grabador en cobre Wilhelm Frederick Gmelin. Asiste primero a la Escuela de Latín en Müllheim (Baden) y a la Universidad de Estrasburgo estudiando Medicina y Ciencias, en 1778.
En 1784 es galardonado con un doctorado en Universidad de Erlangen como MD. Ese mismo año, Gmelin se va a Karlsruhe como doctor, mientras enseña Ciencias naturales en Colegios Secundarios, posición como oficial durante cincuenta años.
En 1786 Gmelin es mánager de un Museo natural (hoy: Museo de Historia natural Karlsruhe) y Director de los Jardines Botánicos de Karlsruhe.
En 1794 el Gabinete natural es mudado debido a las guerras revolucionarias, que llegaría luego de Ansbach donde se reagruparon y permanecido hasta 1797. Gmelin se ocupó extensamente de la Botánica y la Zoología, Mineralogía, Geología y Vulcanología.
Desde 1803 Gmelin es electo miembro de la Comisión médica del Gran Ducado de Baden, y a partir de 1814 fue secretario de la Comisión de Minas; y, finalmente llevó secretamente el título de Concilio Áulico secreto.
Gmelin escribió varios libros, como Flora Badensis Alsatica. Hizo amigos como el poeta Johann Peter Hebel, manteniendo extensa correspondencia y que luego usó su epónimo en Flora badensis.... Hebelia allemannica (hoy Tofieldia calyculata Wahlenb.).

## Obra
- 1784 - Consideratio generalis filicum / quam ... solemni eruditorum examini submittit Carolus Christianus Gmelin; Erlangae : Kunstmann, 1784
- ab 1805 -Flora Badensis Alsatica et confinium regionum Cis et Transrhenana : plantas a lacu Bodamico usque ad confluentem Mosellae et Rheni sponte nascentes exhibens secundum systema sexuale cum iconibus ad naturam delineatis / auctore Carolo Christiano Gmelin. – Carlsruhae - tomo: 1 (1805). - XXXII, 768 pp.; tomo: 2 (1806). - 717 p. V Bl. : Ill.; (lat.) tomo: 3 (1808). - 795 pp., IV Bl. : Ill.; (lat.); tomo: 4 Supplementa cum Indicibus. - 1826. - [2] Bl., 807 pp. X Bl. : Ill. (lat.)
- 1806 - Gemeinnützige systematische Naturgeschichte für gebildete Leser; Nach d. Linneischen Natursystem entworfen von Carl Christian Gmelin; Mannheim: Neues Industrie-Contor, 1806
- 1809 - Ueber den Einfluß der Naturwissenschaft auf das gesammte Staatswohl : vorzüglich auf Land und Zeit berechnet; nebst Vorschlägen zur Anpflanzung entsprechender Surrogate für die kostbaren Colonialwaaren als ... / von C. C. Gmelin. - Carlsruhe : Müller, 1809. - XX, 434 pp.; (dt.)
- 1811 - Hortus magni ducis Badensis Carlsruhanus : nomina si nescis, periit cognitio rerum / [Gmelin]. - Carlsruhae : Typis Macklotianis, 1811. - X, 288 pp. (lat.)
- 1817 - Nothhülfe gegen Mangel aus Mißwachs oder Beschreibung wildwachsender Pflanzen welche bei Mangel der angebauten als ergiebige und gesunde Nahrung für Menschen und Thiere gebraucht werden können : Nebst Vorschlägen den Folgen des Mißwachses vorzubeugen und die Landes-Kultur zu verbessern / Von Carl Christian Gmelin. - Carlsruhe : C. F. Müller, 1817. - XIV + 322 pp. (alemán)
- 1818 - Gemeinnützige systematische Naturgeschichte der Fische für gebildete Leser : nach dem Linneischen Natursystem - Historia natural sistemática de los peces para lectores formados: luego del Sistema Natural de Linneo / entworfen von Carl Christian Gmelin. - Mannheim : Nehdeck, 1818. - X, 383 pp. 113 Taf. : zahlr. Ill. (alemán)
- 1825 - Beschreibung der Milchblätter-Schwämme im Grossherzogtum Baden und dessen nächsten Umgebungen, als Beitrag zur Toxicologie - Descripción de espongiarios en Grand Duchy Baden y alrededores, como una contribución a la Toxicología / Vom Verfasser der Flora Badensis Alsat. et confin. Regionum; Karlsruhe, 1825; mit 1 color Tafel.
- 1839 (póstumo) - Gemeinnützige systematische Naturgeschichte der Amphibien - Historia natural sistemática de los anfibios / entworfen vonn Carl Christian Gmelin. - 2. Ausg. - Mannheim : Löffler, 1839. - VIII, [2] Bl., 224 pp. [10] Bl. : Ill. (alemán)
- 1824 (nicht erschienen und Manuskript verschollen original extraviado) – Beschreibung der Mineralien im Großherzogthum Baden und deren nächsten Umgebung - Descripción de minerales en Großherzogthum Baden y su hinterland.

## Honores

### Epónimos
- (Lamiaceae) Gmelinia Spreng.[1]

- La abreviatura «C.C.Gmel.» se emplea para indicar a Carl Christian Gmelin como autoridad en la descripción y clasificación científica de los vegetales.[2]